# Oligia subjuncta
Oligia subjuncta là một loài bướm đêm trong họ Noctuidae.